# 李鴻章狙撃事件
李鴻章狙撃事件（りこうしょうそげきじけん）は、1895年（明治28年）3月24日、日清戦争の講和交渉をおこなうために日本の山口県赤閒関市（現、下関市）を訪れていた清国の直隷総督・北洋大臣にして内閣大学士首揆であった交渉全権大臣李鴻章が、同地において日本人青年小山豊太郎によって狙撃され、重傷を負った暗殺未遂事件。講和交渉中のできごとであったため、下関条約の内容や調印時期等にも影響をあたえた。

## 経緯

### 李鴻章の来日
1895年3月19日、日清戦争後の下関講和会議に出席するために、ドイツ船で天津を発した全権大臣李鴻章とその甥で養子の李経方は、伍廷芳ら随員125名とともに福岡県門司港（現、北九州市）に到着した。73歳の李鴻章が外国を訪問したのは、これが初めてであり、そのことは欧米のメディアでも大きく報じられた。翌3月20日、使節団は対岸の本州赤間関（現、下関市）に上陸し、同地の料亭藤野楼（春帆楼）において、日本側全権の伊藤博文内閣総理大臣および陸奥宗光外務大臣との間で全権委任状を持っていることを互いに確認し、講和交渉が始まった（第1回交渉）。
前回の広島での講和交渉では、日本側は清国使節（全権は戸部侍郎の張蔭桓と湖南巡撫の邵友濂の２人）の持参した委任状を問題視したのであったが、これは国際的には、むしろ不評を買っていた。広島での清国使節が全権委任を証明するのに瑕疵があったのは確かではあるが、アヘン戦争以来、清国が外国と結んだ膨大な数の条約にはそのような事例は数多くあり、また、使節の資格が問題になることはきわめて稀であって、諸外国からは日本側が露骨に交渉を引き延ばし、その間に軍事行動を展開しているとみられたからであった。講和のための使節を、大本営のある広島に呼びつけるかたちにしたことを日本の傲慢ととらえる向きもあったのである。
李鴻章らは、会談が済めば船に帰って船中泊することとなっていたが、日本側は、それでは不便であろうと気を遣い、赤間関の浄土宗寺院、関亀山引接寺を一行の宿舎に供した。

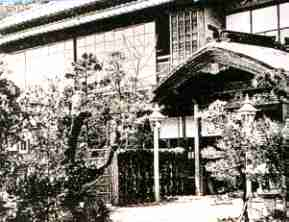
講和会議の会場となった春帆楼

春帆楼での条約交渉は、前後7回におよんでいるが、20日の第1回交渉で李鴻章は日本の近代化の進展を高く評価し、その指導者としての伊藤博文の実績を賞賛し、「今次の日清戦で清国が長い間の迷夢を日本によって破られたことに感謝する」と述べたうえで、「今後は西洋列強の圧力に対し、日清両国は兄弟のごとく連携しなければならない」と語るなど終始和やかなようすで交渉が始まった。陸奥宗光は、李鴻章の印象として『蹇蹇録』に「古稀以上の老齢に似ず容貌魁偉言語壮快で、人を圧服するに足りる」ものがあり、「さすがに清国当世の一人物に恥じず」と記している。ここで陸奥は「時間はたっぷりあるのでゆっくりと話し合おう」と清国側に呼びかけた。しかし、本人は内心ヨーロッパ諸国の干渉が気がかりで、実は一刻も早い講和成立を願っていた。李鴻章が列強の干渉の動きに気づけば、交渉を引き延ばしにかかったり、あるいは打ち切って清国に引き上げてしまうことも考えられたので、決して急いではいないというポーズをあえてとったのである。
李鴻章は第1回目の交渉で、日清間の休戦を強く望んだ。日本側は3月21日の第2回交渉で、休戦のための4条件を提示したが、これは大沽・天津・山海関の保障占領などを含んでおり、清国にとってあまりに苛酷なものだったため、李鴻章は前日の休戦申し入れを撤回した。日本はこれに対し、講和条件を先議する件について清国側に3日間の猶予をあたえた。

### 事件発生

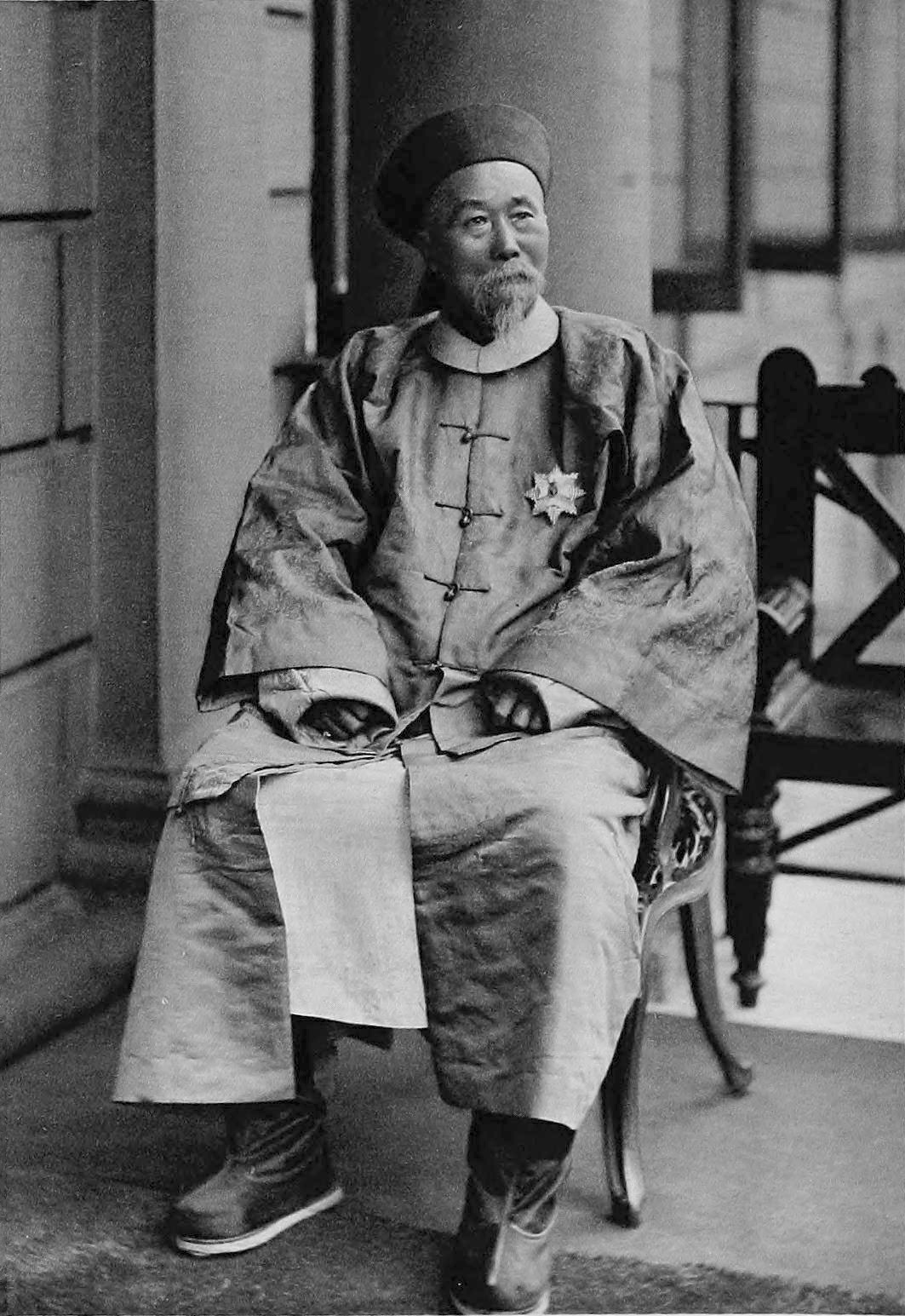
李鴻章（1896年の写真）

3月24日、第3回交渉がひらかれ、清国側は休戦をあきらめて講和条約の締結を望むと返答した。その日、日本は小松宮彰仁親王を征清大総督に任じたが、会談自体は早く終わって陸奥と李経方の事務的な打ち合わせがなされるだけとなった。陸奥と李経方は次席全権同士で、李経方は駐日公使を務めた経験があり、日本語も流暢で、陸奥とは以前より面識があったので、李経方のみ残って、李鴻章と随員一行は宿舎の引接寺に帰ることとなった。随員たちは人力車で帰り、李鴻章は輿（かご）に乗って移動した。輿は、4人が肩にかついで歩き進むタイプの肩輿で、清国から持参したものであった。輿の本体には四方にガラス窓が付いていたが、李鴻章は、それを開け放しにしていた。
ところが、引接寺までもう少しという外浜町の角で、輿に乗っていた李鴻章が、講和に反対する一青年によりピストルで近距離から狙撃される事件が起こったのである。この青年は、李鴻章こそ東洋に正義をなさんとする日本を邪魔する元凶であると考えた自由党の壮士、小山豊太郎（六之助）であった。犯人はその場で警察官と憲兵に取り押さえられた。
李鴻章は一命を取り留めたものの、左眼窩下に重傷を負った。銃弾はいったん李鴻章のかけていた金縁の眼鏡にあたり、レンズは砕けていた。李鴻章はすぐに引接寺に担ぎこまれ、長椅子に横たえられて中国人医師林聨輝より救急治療が施された。
犯人小山豊太郎の父は群馬県の県会議員を務めたこともある名望家で、豊太郎は慶應義塾を退学したのち、神刀館という右翼団体に加入していた。犯行の動機は、取り調べによると、いま講和を結べば、清国は必ずや再起して日本に仇なす存在になるだろうと考えて講和を妨害したのであった。ナショナリズムの空回りという見方もあるが、講和を妨害して戦果を拡大することをねらったものとする見方もある。
一報を受けた李経方はすぐに引接寺に戻り、陸奥外相は早急に伊藤首相に連絡して、伊藤首相・陸奥外相・伊東巳代治内閣書記官長の3人が連れだって急いで見舞いに出向いた。そのとき李鴻章は、「このようなことは、多少、覚悟して来ましたよ」と語ったといわれている。日本では4年前の1891年、来日していたロシアの皇太子ニコライに日本人警官が抜刀して斬り付ける大津事件が起こっていた。
日本にとって下関講和会議は、戦争をつづけながら交渉するというきわめて有利な状況下での会議であったが、この事件はそうした両国の力関係を一挙に覆しかねない出来事であった。会議は一時中断を余儀なくされた。

### 事件の反響と影響
この事件に対し、明治天皇はただちに詔勅を発して遺憾の意を表した。当時の日本国民の多くは痛嘆あるいは狼狽し、全国から個人・団体を問わず、電報や郵便で見舞いの意を表し、各種の贈り物を届けた。清の交渉団の宿には「群衆市をなす」と形容されるほどの人が集まり、日本国民全体が李に同情した。また、それまで李鴻章に悪口雑言を吐いていた人士も、この事件以来しきりに美辞をならべて功績を賞賛するなどの豹変ぶりを示した。これに対し陸奥は『蹇蹇録』に以下のように記して日本人の軽薄さに苦言を呈し、不甲斐なさを慨嘆している。
純粋な法理論からすれば、陸奥が『蹇蹇録』に記しているように、「今回の事変は全く一個兇漢の罪行に出で、我政府も国民も固より何等の関繋（関係）なきことなれば、該犯罪人に対し相当の刑罰を加うれば、毫も其他に責任を及ぼすの理なし」と論じることは可能であった。ただし、現実にはなかなかそう簡単に割り切れるものでもなかった。

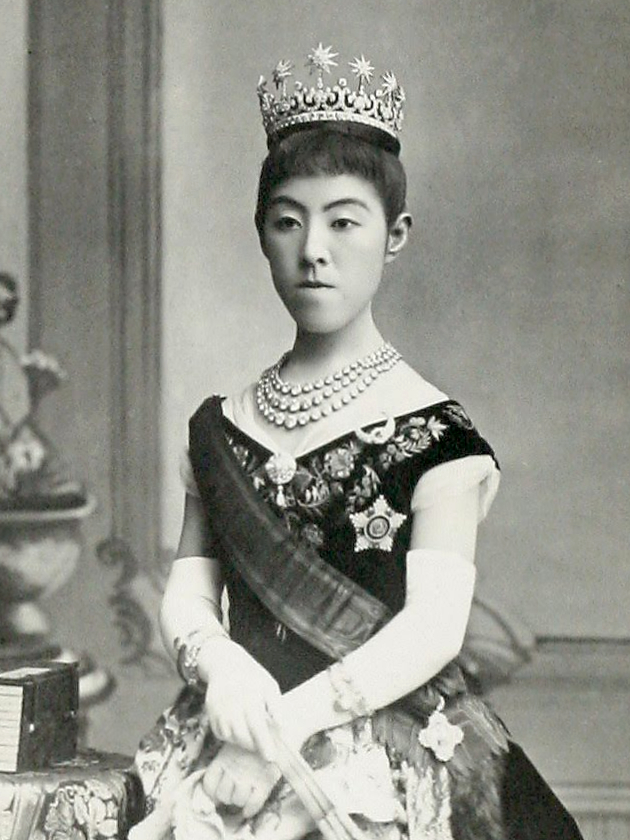
李鴻章に繃帯を下賜した昭憲皇后

日本政府は、陸軍軍医総監石黒忠悳・佐藤進の両博士のほか古宇田博士・中浜博士ら名だたる専門医を下関に派遣し、またフランス公使館付の医師、ズバッスも招かれた。天皇と昭憲皇后は、李鴻章見舞いのために侍従武官の中村覚を派遣し、とくに皇后は御製の繃帯を届けている。原保太郎山口県知事はその責めを負って知事を辞任し、山口県警察部の後藤松吉郎もまた部長職を解任された。日本側は、あらゆる手段を講じて国際世論からの非難をかわそうと尽力したが、李鴻章もまたしたたかで、自身に起こった不幸を清国にとっての幸福に転換させようと努めたのであった。
この事件により李鴻章が交渉の席を蹴って帰国する怖れがないわけではなかった。生まれてはじめて行く外国が日本で、その日本でテロ事件が発生したのである。講和交渉の使節に危害を加えるような国で交渉継続は無理であるという説明は、世界中の人々を納得せしむるものであり、継戦は可能であるとはいえ、その場合であっても、世界は日本の戦争を不義の戦いとみるであろうことが予想された。また、小松宮率いる征清軍が出征すれば、今度は日本国内を防衛する兵士が不在となり、このことは各国の公使が本国に報告していた。このとき、日本は他国の干渉に最も脆弱な状態にあったのである。
上述した陸奥の見解、すなわち、国内法によって処罰すれば、それですむ話ではないかという見解は、あきらかに4年前の大津事件から教訓を得たものであった。大津事件が起こった際には、その陸奥でさえ、外交上の困難に対する怖れから、非合法にでも犯人津田三蔵を始末せよとの暴論を展開していた。それからすれば、ここでの陸奥はいたって沈着冷静であり、さらに踏み込んで、大津事件のときもロシア皇帝はそれを材料に本当は日本との間で何らかの取り引きをしたかったのではないかということを思い起こしたのである。現下、李鴻章も当然そう考えるであろうことは容易に察せられたし、それがまた、第三国からの干渉を呼び込むであろうことは必至であった。

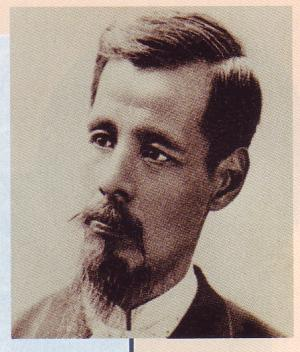
陸奥宗光

戦勝国民が講和使節を殺害しようとする不祥事に各国の同情も清国に集まり、必ずや第三国の干渉を招く事態になると考えた陸奥外相は、即座に手を打ち、充分に礼を尽くして清国に実質的な利益を与え、講和交渉を継続してもらわなければならないと判断した。そして、機先を制して、清にとって有利なはずの休戦を日本側のリーダーシップによって一刻も速く実現すべきことを伊藤博文首相に訴えた。日本の警察の不手際によって講和の進展を妨げた期間、戦争を遂行したのでは、日本は「道義に欠ける非文明国」との烙印を押されることも考えられたのである。
伊藤もこれには賛成したが、停戦については軍部の意向を伺わなければならない。下関から広島に電報を打って確かめると、大本営や閣僚のあいだでは休戦反対が優勢であった。陸奥の判断では、ここで2週間ないし3週間の休戦に入り、その後、戦闘を再開するとしてもさほど戦機を誤ることはないはずであり、彼にとっては、少しでも早く講和を結ぶことこそが至上命題なのであった。伊藤は陸奥の意向を受けて広島に赴き、単身で各大臣の説得に努めた。伊藤博文は3月26日の文武重臣会議において、以下のような趣旨の演説をしている。

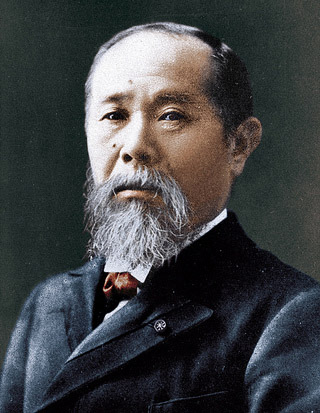
伊藤博文

こうして伊藤は、反対する軍部を数日間でまとめ、かなり早い段階で休戦方針を清側に伝え、李鴻章狙撃事件のダメージを最小限にとどめることに成功した。とはいえ、軍は無条件停戦に対しては頑強に反対した。伊藤は天皇をも動かして3月27日に休戦の勅許を得ており、また、3万のロシア軍が清国の北方に移動するという軍事情報が入ったことで山縣有朋らもようやく休戦に同意した。李鴻章は銃弾摘出手術を断って交渉継続の意思を示した。休戦を望む西太后の意を受けた李鴻章は、時間の浪費は許されないと考え、交渉終了後に手術することとしたのであった。もし、李鴻章がロシア軍が動いていることを知っていたならば、手術を理由に交渉を引き延ばすことも考えられた。
陸奥宗光は天皇による休戦の勅許を条約文に作り上げて、3月28日に李鴻章の病床を訪問し、その草案を李に示した。李鴻章は陸奥の話を聞いて、繃帯のなかからわずかにみえる右の眼に歓喜の表情をうかべ、病床からであっても、すぐに交渉を再開してよいと述べた。そして、陸奥の示した「台湾、澎湖列島およびその付近において交戦に従事する所の遠征軍を除く他」という文面に対して訂正を求め、日本側は「日清両帝国政府は盛京省・直隷省・山東省地方に在て下に記する所の條項に従ひ両国海陸軍の休戦を約す」という文面への変更に応じて両者が合意に達し、3月30日、休戦定約が締結され、日本は無条件で台湾・澎湖諸島方面を除く地域での3週間（21日間）の休戦に応じた。この交渉の間、港に停泊していた清国の汽船はボイラーをさかんにたいて、すぐにでも帰国できる姿勢を示していたというから、伊藤と陸奥の懸命な努力は、交渉決裂の危機を寸前のところで回避したといえる。
会議は継続して、その翌々日の4月1日より講和条件の交渉にうつり、1895年4月17日、日本側は伊藤博文・陸奥宗光、清国側は李鴻章・李経方の署名によって下関条約調印が成立した。
犯人の小山豊太郎は1895年3月30日、山口地裁で無期徒刑の判決を受けた。小山の弁護は、弁護士で山口弁護士会の会長だった小河源一が担当した 。